# David Lee Smith
David Lee Smith (Birmingham, 8 de setembro de 1963) é um ator norte-americano.
É conhecido pelo personagem Sargento Rick Stetler na série de televisão CSI: Miami, fez uma participação na sitcom americana Like Family ("Mais que uma Família", apresentado no Brasil pelo canal SBT) como Roger o pai biológico de Keith durante o ano de 2003, ele também apareceu em outros filmes, incluindo Fight Club, The Man from Earth e sua sequência The Man from Earth: Holocene.